# تولا (زغرتا)
تولا  هي إحدى القرى اللبنانية من قرى قضاء زغرتا في محافظة الشمال.